# Vanceboro (Maine)
Vanceboro es un pueblo ubicado en el condado de Washington en el estado estadounidense de Maine. En el Censo de 2010 tenía una población de 140 habitantes y una densidad poblacional de 2,41 personas por km².

## Geografía
Vanceboro se encuentra ubicado en las coordenadas 45°34′22″N 67°28′24″O / 45.57278, -67.47333. Según la Oficina del Censo de los Estados Unidos, Vanceboro tiene una superficie total de 58.02 km², de la cual 52.16 km² corresponden a tierra firme y (10.09%) 5.86 km² es agua.

## Demografía
Según el censo de 2010, había 140 personas residiendo en Vanceboro. La densidad de población era de 2,41 hab./km². De los 140 habitantes, Vanceboro estaba compuesto por el 95% blancos, el 0% eran afroamericanos, el 0.71% eran amerindios, el 0.71% eran asiáticos, el 0% eran isleños del Pacífico, el 0% eran de otras razas y el 3.57% pertenecían a dos o más razas. Del total de la población el 1.43% eran hispanos o latinos de cualquier raza.